# キャタピラー (映画)
『キャタピラー』（英題：Caterpillar）は、2010年公開の日本映画。若松孝二監督作品。

## 概説
『ジョニーは戦場へ行った』と、江戸川乱歩の短編小説『芋虫』をモチーフにしたオリジナルストーリーで、戦争に翻弄された一組の夫婦の姿を通して戦争がもたらす愚かさと悲劇を描いている。
2010年ベルリン国際映画祭コンペティション部門に出品し、寺島しのぶが最優秀女優賞（銀熊賞）を受賞した。同映画祭の授賞式では、式典に出席できなかった寺島の代わりに本作監督の若松孝二が壇上に上がり、寺島のメールによるコメントを読み上げた。

## あらすじ
1940年、とある農村に住む青年、黒川久蔵は日中戦争の激化に伴い徴兵を受け、戦地へと赴いた。それから4年後、久蔵は頭部に深い火傷を負い、四肢を失った姿で村に帰還する。戦線で爆弾の爆発に巻き込まれた彼は、声帯を傷つけて話すこともできない上、耳もほとんど聴こえない状態になっていた。「不死身の兵士」と新聞に書き立てられ、少尉にまで昇進した久蔵を村人は「軍神様」と呼び崇め称える。しかし親戚たちは彼の変わり果てた姿に絶望し、妻であるシゲ子に世話を全て押し付けてしまう。
シゲ子は無理心中を図り久蔵を殺そうとするが思い留まり、軍神の妻として献身的に尽くすようになる。戦地に赴く前は表向き好青年として通っていた久蔵は、実は欲深く暴力的な性格の男だった。彼は体に残された知覚で意思を伝え、美味な食事、自身の名誉の誇示、そして性行為をシゲ子に要求し続けていく。
1945年、久蔵はたびたび発作的な錯乱に見舞われるようになり、次第に勃起不全になっていった。彼は戦地で炎に焼かれる屋敷内で中国人の少女を強姦、虐殺した記憶に苛まれていたのだった。それを知らないシゲ子は、かつて暴力によって自分を支配していた夫への憎悪や怒りを爆発させ、気性が激しく性欲が旺盛な本性を露わにする。四肢を失い一切の抵抗ができない久蔵は、シゲ子のその姿が過去の自分の姿と重なるようになり、日に日に正気を失っていく。
夏になり、畑仕事をしているシゲ子の元へ村人の間では変人として敬遠されている男・クマが現れ日本が降伏したと伝える。戦争を忌み嫌っていたクマは「戦争が終わった。万歳」と叫び、シゲ子も晴れ晴れとした表情でそれに続く。2人が喜びの声を上げるそのすぐ傍で、家から芋虫のように這い出した久蔵は庭の池へと向かっていた。

## 出演者
- 黒川シゲ子：寺島しのぶ
- 黒川久蔵：大西信満
- 黒川健蔵：吉澤健
- 黒川忠：粕谷佳五
- 黒川千代：増田恵美
- 村長：河原さぶ
- 村長夫人：石川真希
- 司令部軍人：飯島大介
- 中国の女1：安部魔凛碧
- 中国の女2：寺田万里子
- 中国の女3：柴やすよ
- 日本兵1：椋田涼
- 弥生：種子
- 登志子：折笠尚子
- 村の男1：小林三四郎
- 村の男2：金子貴明
- 軍人1：地曵豪
- 軍人2：ARATA
- クマ：篠原勝之
- ラジオの声：小倉一郎

## スタッフ
- 監督・製作・企画：若松孝二
- プロデューサー：尾崎宗子
- ラインプロデューサー：大日方教史
- 脚本：黒沢久子、出口出
- 撮影：辻智彦、戸田義久
- 助監督：福士織絵、花木英里、小田総一郎、須田大介
- 音楽プロデューサー：高護
- 音楽：サリー久保田、岡田ユミ
- 主題歌：元ちとせ「死んだ女の子」（EPIC RECORDS JAPAN）
- 録音：久保田幸雄
- 衣裳：宮本まさ江
- 編集：掛須秀一
- 美術：野沢博美
- VFXスーパーバイザー：立石勝
- VFXディレクター：西尾和弘
- 特殊メイク：中田彰輝、飯田文江
- メイキング：木俣全
- キャスティング協力：小林良二

## 受賞歴
- 第60回ベルリン国際映画祭 銀熊賞（女優賞）（寺島しのぶ）
- 第84回キネマ旬報ベスト・テン 主演女優賞（寺島しのぶ）
- 第65回毎日映画コンクール 女優主演賞（寺島しのぶ）
- 第53回ブルーリボン賞 主演女優賞（寺島しのぶ）
- 第34回日本アカデミー賞 優秀主演女優賞（寺島しのぶ）
- 新藤兼人賞SARVH賞2010（若松孝二）